# Federico di Nassau-Weilburg
Federico di Nassau-Weilburg (Metz, 26 aprile 1640 – 8 settembre 1675) fu il regnante conte di Nassau-Weilburg dal 1655 al 1675.
Era figlio di Ernesto Casimiro (1607–1655) e di sua moglie Anna Maria of Sayn-Wittgenstein-Hachenburg (1610–1656).
I suoi genitori fuggirono da Metz durante la guerra dei trent'anni. Federico nacque a Metz e trascorse lì la sua infanzia. Dopo la fine della guerra, la famiglia ritornò in un paese devastato. Federico ereditò Nassau-Weilburg nel 1655. Poiché all'epoca era ancora minore, suo zio Giovanni funse da reggente. Quando si sposò nel 1663, fu dichiarato adulto e assunse il governo egli stesso.
Nel 1672, scoppiò la guerra franco-olandese. Nassau-Weilburg rimase neutrale, ma subì comunque dal passaggio delle truppe.
Federico morì nel 1675 per un incidente a cavallo. Il conte Giovanni Luigi funse da reggente per i figli di Federico, ancora piccoli.

## Matrimonio e figli
Federico sposò il 26 maggio 1663 Cristiana Elisabetta di Sayn-Wittgenstein-Homburg (1646–1678), figlia del Conte Ernesto di Sayn-Wittgenstein-Homburg (1599–1649). Ebbero i seguenti figli:
- Giovanni Ernesto (13 giugno 1664 - 27 gennaio 1719), sposò nel 1683 Maria Polissena di Leiningen-Dagsburg-Hartenburg (1662–1725)
- Federico Guglielmo Luigi (21 agosto 1665 - 14 agosto 1684), caduto in battaglia a Buda
- Maria Cristiana (6 novembre 1666 - 18 dicembre 1734)

## Ascendenza
|                                              |   |                             | Genitori                          |  |  | Nonni |  |  | Bisnonni                   |  |  | Trisnonni                      |  |
|                                              |   |                             |                                   |  |  |       |  |  | Alberto di Nassau-Weilburg |  |  | Filippo III di Nassau-Weilburg |  |
|                                              |   |                             |                                   |  |  |       |  |  | Alberto di Nassau-Weilburg |  |  | Filippo III di Nassau-Weilburg |  |
|                                              |   | Anna di Mansfield           |                                   |  |  |       |  |  | Alberto di Nassau-Weilburg |  |  |                                |  |
| Luigi II di Nassau-Weilburg                  |   |                             |                                   |  |  |       |  |  | Alberto di Nassau-Weilburg |  |  |                                |  |
|                                              |   | Anna di Nassau-Dillenburg   | Guglielmo I di Nassau-Dillenburg  |  |  |       |  |  |                            |  |  |                                |  |
|                                              |   | Anna di Nassau-Dillenburg   | Guglielmo I di Nassau-Dillenburg  |  |  |       |  |  |                            |  |  |                                |  |
|                                              |   | Anna di Nassau-Dillenburg   | Giuliana di Stolberg-Wernigerode  |  |  |       |  |  |                            |  |  |                                |  |
| Ernesto Casimiro di Nassau-Weilburg          |   | Anna di Nassau-Dillenburg   |                                   |  |  |       |  |  |                            |  |  |                                |  |
|                                              |   | Guglielmo IV d'Assia-Kassel | Filippo I d'Assia                 |  |  |       |  |  |                            |  |  |                                |  |
|                                              |   | Guglielmo IV d'Assia-Kassel | Filippo I d'Assia                 |  |  |       |  |  |                            |  |  |                                |  |
|                                              |   | Guglielmo IV d'Assia-Kassel | Cristina di Sassonia              |  |  |       |  |  |                            |  |  |                                |  |
| Anna Maria d'Assia-Kassel                    |   | Guglielmo IV d'Assia-Kassel |                                   |  |  |       |  |  |                            |  |  |                                |  |
|                                              |   | Sabina di Württemberg       | Cristoforo di Württemberg         |  |  |       |  |  |                            |  |  |                                |  |
|                                              |   | Sabina di Württemberg       | Cristoforo di Württemberg         |  |  |       |  |  |                            |  |  |                                |  |
|                                              |   | Sabina di Württemberg       | Anna Maria di Brandeburgo-Ansbach |  |  |       |  |  |                            |  |  |                                |  |
| Federico di Nassau-Weilburg                  |   | Sabina di Württemberg       |                                   |  |  |       |  |  |                            |  |  |                                |  |
|                                              | … | …                           |                                   |  |  |       |  |  |                            |  |  |                                |  |
|                                              | … | …                           |                                   |  |  |       |  |  |                            |  |  |                                |  |
|                                              | … | …                           |                                   |  |  |       |  |  |                            |  |  |                                |  |
| Guglielmo II di Sayn-Wittgenstein-Hachenburg | … |                             |                                   |  |  |       |  |  |                            |  |  |                                |  |
|                                              |   | …                           | …                                 |  |  |       |  |  |                            |  |  |                                |  |
|                                              |   | …                           | …                                 |  |  |       |  |  |                            |  |  |                                |  |
|                                              |   | …                           | …                                 |  |  |       |  |  |                            |  |  |                                |  |
| Anna Maria di Sayn-Wittgenstein-Hachenburg   |   | …                           |                                   |  |  |       |  |  |                            |  |  |                                |  |
|                                              |   | …                           | …                                 |  |  |       |  |  |                            |  |  |                                |  |
|                                              |   | …                           | …                                 |  |  |       |  |  |                            |  |  |                                |  |
|                                              |   | …                           | …                                 |  |  |       |  |  |                            |  |  |                                |  |
| …                                            |   | …                           |                                   |  |  |       |  |  |                            |  |  |                                |  |
|                                              |   | …                           | …                                 |  |  |       |  |  |                            |  |  |                                |  |
|                                              |   | …                           | …                                 |  |  |       |  |  |                            |  |  |                                |  |
|                                              |   | …                           | …                                 |  |  |       |  |  |                            |  |  |                                |  |
|                                              |   | …                           |                                   |  |  |       |  |  |                            |  |  |                                |  |